# Neki to vole vruće
 Ovo je glavno značenje pojma Neki to vole vruće. Za istoimeni sastav pogledajte Neki to vole vruće (sastav).
Neki to vole vruće (eng. Some Like It Hot) je komedija  Billyja Wildera iz 1959. s Marilyn Monroe,  Tonyjem Curtisom i  Jackom Lemmonom u glavnim ulogama. U ostalim ulogama se pojavljuju George Raft, Joe E. Brown, Pat O'Brien i Nehemiaf Persoff. Scenarij za film su adaptirali Wilder i A.L. Diamond iz priče Robera Thoerena i Michaela Logana. Logan je već napisao priču (ali bez gangstera) za njemački film Fanfaren der Liebe (kojeg je 1951. režirao Kurt Hoffman), pa neki smatraju da je Wilderov film njegova obrada.

## Radnja
Neki to vole vruće govori o dva glazbenika, Joeu i Jerryju (Curtis i Lemmon) koji bježe pred gangsterima iz  Chicaga nakon što su svjedočili masakru na Valentinovo 1929. Spats Columbo (Raft), gangsterski boss, naređuje likvidaciju Jerryja i Joea. Njih dvojica u gužvi uspijevaju pobjeći iz grada, ali jedini posao koji se nudi izvan grada je onaj u ženskoj glazbenoj grupi. Dvojac se prerušava u žene te se prozivaju Josephine i Geraldine (što kasnije mijenja u Daphne). Pridružuju se bendu i vlakom odlaze na  Floridu. I Joe i Jerry zaljubljuju se u "Sugar Kane" Kowalczyk (Monroe),  poljsko- američku pjevačicu iz benda i sviračicu ukulela. Počinje borba za njezinu naklonost, dok se u isto vrijeme moraju pretvarati da su žene.
Na Floridi, Joe se počinje udvarati Sugar prerušivši se u milijunaša (tvrdeći kako je on "Junior", šef Shella te imitirajući glas  Caryja Granta), dok se pravi milijunaš, Osgood Fielding III. (Brown), počinje udvarati Jerryju, prerušenom kao Daphne. Jedne noći Osgood upita Jerryja/Daphne da isplove na njegovoj jahti. Joe nagovara Jerryja/Daphne da zadrži Osgooda na obali dok on isplovi u njegovoj jahti sa Sugar. Te noći Osgood zaprosi Daphne, a on(a), uzbuđen(a), pristaje. Mafija konačno pronalazi Joea i Jerryja, kad su došli u hotel u kojem se održava konferencija "Prijatelja talijanske opere". Nakon nekoliko humorističnih potjera (i još jednog svjedočenja mafijinom ubojstvu), Jerry, Joe, Sugar i Osgood bježe na milijunaševoj jahti. Na putu, Sugar kaže Joeu da ga voli, a ne Juniora. Jerry kaže Osgoodu kako se ne može udati za njega iz različitih razloga, ali Osgood još ne shvaća. Konačno, Jerry/Daphne skida periku i uzvikne "Ja sam muškarac!". Na to Osgood izgovara besmrtnu rečenicu: "Nitko nije savršen."

## Zanimljivosti
- Wilder je bio očajan na setu jer Monroe nije mogla zapamtiti svoje rečenice. Zato je postavio nekoliko ploča s njima na neuočljivim mjestima kako bi ih ona mogla pročitati. Može se vidjeti kako se Monroeine oči pomiču natrag i naprijed tijekom scene gdje razgovara s Curtisom na telefon u svojoj hotelskoj sobi - čitala je s table koja se nalazila iza kamere.
- Slavna je postala rečenica Tonyja Curtisa kako je ljubiti Monroe kao "ljubiti Hitlera". U intervjuu iz 2001. s Leonardom Maltinom, Curtis je demantirao da je to ikad rekao.
- Jack Lemmon sljedeću je scenu smatrao svojim najboljim nastupom u karijeri. Tony Curtis ulazi u hotelsku sobu kako bi pronašao Lemmona na krevetu obučenog u plesnu haljinu, koji uz to pjeva i svira dvije udaraljke. Lemmon mu kaže kako se zaručio s Joeom E. Brownom. Nakon što ga Curtis upita Što ćeš na medenom mjesecu?, Lemmon priznaje kako planira poništiti brak i ucijeniti ga da mu isplati alimentaciju u zamjenu za šutnju.
- Wilder je s jedva zamjetljivim gegovima u scenariju odao počast trima velikim gangsterskim filmovima tridesetih. Kriminalni boss "Mali Bonaparte" je referenca na film Mali Cezar, dok Spats Columbo prijeti jednom od svojih ljudi da će mu zabiti grejpfrut u lice (slavna scena s  Jamesom Cagneyjem u  Državnom neprijatelju). Tada zgrabi novčić koji se okretao u zraku, što je Raftov lik uradio i u  Licu s ožiljkom  Howarda Hughesa.
- Film je trebao u potpunosti biti sniman u boji, ali nakon nekoliko proba odluka je promijenjena. Razlog za to bila je uočljiva teška šminka Tonyja Curtisa i Jacka Lemmona kad su bili u ulogama Josephine i Daphne.
- Naslov filma potječe iz dječje pjesmice "Pease Porridge Hot". Pojavljuje se i u dijalogu u filmu kad Joe, kao "Junior", kaže Sugar da više voli klasičnu glazbu nego vrući jazz.
- Radni naslov filma bio je "Not Tonight, Josephine".
- Naslov komedije iz 1939., Neki to vole vruće, s  Bobom Hopeom, morao je biti promijenjen u "Rythm Romance" kako bi se izbjegla konfuzija s mnogo uspješnijim filmom s Marilyn Monroe, objavljenim dva desetljeća poslije.

## Glumci
- Marilyn Monroe - Sugar Kane Kowalczyk
- Tony Curtis - Joe 'Josephine'/'Junior'
- Jack Lemmon - Jerry - 'Daphne'
- George Raft - Spats Columbo
- Pat O'Brien - Detektiv Mulligan
- Joe E. Brown - Osgood Fielding III.
- Nehemiah Persoff - Mali Bonaparte

## Nagrade
Film je osvojio Oscara za najbolji dizajn kostima, a bio je nominiran u kategorijama najboljeg glumca (Jack Lemmon), najbolje scenografije, najbolje snimke, redatelja i najboljeg adaptiranog scenarija.
Osvojio je Zlatni globus kao najbolja komedija. Marilyn Monroe je osvojila Zlatni globus kao najbolja glumica u mjuziklu ili komediji, a Jack Lemmon kao najbolji glumac u mjuziklu ili komediji.
Film se diljem svijeta smatra jednom od najboljih komedija ikada snimljenih. Američki filmski institut je proglasio film najboljom komedijom svih vremena te 14. najboljim američkim filmom.

## Vanjske poveznice
- Neki to vole vruće u internetskoj bazi filmova IMDb-a (engl.)
- Neki to vole vruće na Rotten Tomatoes (engl.)
- Recenzija Rogera Eberta  Arhivirana inačica izvorne stranice od 6. kolovoza 2007. (Wayback Machine)